# جورج لاثام
جورج لاثام (بالإنجليزية: George Latham)‏ (1881 في المملكة المتحدة - 9 يوليو 1939 في المملكة المتحدة) هو مدرب كرة قدم ولاعب كرة قدم بريطاني (وحمل سابقاً جنسية المملكة المتحدة لبريطانيا العظمى وأيرلندا) في مركز الدفاع. شارك مع منتخب ويلز لكرة القدم. أما مع النوادي، فقد لعب مع ستوك سيتي وكارديف سيتي ونادي ريكسهام ونادي ساوثبورت ونادي ليفربول ونادي نيوتاون.

## وصلات خارجية
- جورج لاثام على موقع قاعدة بيانات كرة القدم.إي يو (الإنجليزية)
- جورج لاثام على موقع ناشيونال فوتبول تيمز (الإنجليزية)
- جورج لاثام على موقع أوليمبيديا (الإنجليزية)